# Горси, Лео
Лео Бернард Горси (3 июня 1917, Нью-Йорк — 2 июня 1969) — американский актёр театра и кино, ставший знаменитым благодаря роли в фильме 1937 года Тупик.

## Ранние годы
В 1917 году 16-летняя Жозефина Горси родила в Нью-Йорке своего второго сына, Лео. Она и её муж, 31-летний еврей Бернард Горси, актеры водевилей, оба были очень небольшого роста: она — 149 см, он — 147. Их сын, Лео Горси, во взрослом возрасте достиг 167 см. Все их дети были обращены в Иудаизм.

## Карьера в кино
В начале 30-х годов отец Лео ушел из семьи, работая в театре. Вернувшись в 1935, он и его младший сын Дэвид уговорили Лео пройти прослушивание на небольшую роль в пьесе Тупик. Он потерял место ученика водопроводчика и нуждался в новой работе, также его подстегнул некоторый успех отца. Изначально Лео и Дэвид были заявлены как члены банды East 53rd Place, но по причине ухода Чарльза Дункана, роль Спита досталась Лео. В итоге он создал образ задиристого беспризорника, который наслаждался неприятностями происходящими с ним.
В 1937 году Сэмюэл Голдуин создал фильм «Тупик» по популярной одноименной пьесе, решив задействовать группу ребят, так называемых Dead End Kids, в которую входили Лео и Дэвид Горси.
Благодаря этому Лео Горси стал одним из самых занятых актеров Голливуда на следующие 20 лет:
- C 1937 по 1939 в 7 фильмах Dead End Kids, играя разных персонажей;
- С 1940 по 1945 в 21 фильме East Side Kids(Во время каждой серии фильмов у них были разные названия), играя Этлберта «Балбеса» Маклнниса/МаГинниса/Малони;
- С 1946 по 1956 в 41 фильме Bowery Boys в роли Теренса Алоизия «Ошибка» Махони.